# Marie av Berry
Ej att förväxla med grevinnan Marie I av Auvergne
Marie av Berry, född 1375, död 1434, var regerande hertiginna av Auvergne och grevinna av Montpensier från 1416 till 1434. Hon var ställföreträdande regent av hertigdömet Bourbon 1415-1434 under sin makes tid som krigsfånge i England efter Slaget vid Azincourt.